# Klipperek (televíziós sorozat)
A Klipperek egy televíziós sorozat – illetve televíziós teleregény –, amely 2005. október 29-én indult el. A műsort az m1-en sugározták 2008 decemberéig.

## Története
2005 októberében a műsor Klippereként jelentkezett, a műsor szombat délelőttként futott az m1-en, az m2-n pedig vasárnap este ismételték. Az első évad 2006. június 3-án ért véget.
Másfél év szünet után, 2007. szeptember 8-án második évaddal tért vissza Klipperek 2.0 címmel, amely a harmadik – és az utolsó – évaddal is ezzel a címmel folytatódott. A műsor szintén szombatonként jelentkezett. A műsort este fél 6 előtt adták le, majd 2008. január 12-én 13:10-kor.
A műsor utolsó évada 2008. augusztus 30-án, dupla résszel jelentkezett, és az év december 20-án adták le az utolsó részt. 2012. június 18. és november 27. között az m2 leadta az összes részt ismétlésként.

## Szereplők
- Székely Csilla (Dóra)
- Hernádi Szabolcs (Dizson)
- Murvai Péter (Balázs)
- Rátonyi Krisztina (Petra)
- Christian Hogas (Az angol)
- Hartai Petra (Julika)
- Kovásznai Szász Gergely (Ádám)
- Tóth Eszter (Adrienn)
- Hűvösvölgyi Ildikó (Anya)

## Évadok
| Évad | Évad | Részek száma | Részek száma | Eredeti sugárzás    | Eredeti sugárzás   | Eredeti adó |
| Évad | Évad | Részek száma | Részek száma | Évadbemutató        | Évadzáró           | Eredeti adó |
| ---- | ---- | ------------ | ------------ | ------------------- | ------------------ | ----------- |
|      | 1.   | 32           | 32           | 2005. október 29.   | 2006. június 3.    | m1          |
|      | 2.   | 36           | 36           | 2007. szeptember 8. | 2008. május 31.    | m1          |
|      | 3.   | 19           | 19           | 2008. augusztus 30. | 2008. december 20. | m1          |